# Mîloșevîci, Pustomîtî
Mîloșevîci (în ucraineană Милошевичі) este un sat în comuna Semenivka din raionul Pustomîtî, regiunea Liov, Ucraina.

## Demografie
Componența lingvistică a localității Mîloșevîci
     Ucraineană (99,24%)
     Alte limbi (0,38%)
Conform recensământului din 2001, majoritatea populației localității Mîloșevîci era vorbitoare de ucraineană (99,24%), existând în minoritate și vorbitori de alte limbi.